# Список аеропортів Польщі
Аеропорти Польщі, які обслуговують регулярні рейси комерційних авіакомпаній:

## Список аеропортів, що діють
| Місто, що обслуговується | Воєводство                      | Розташування | ICAO-код | IATA-код | Назва                                                               | Кількість пасажирів (2019) |
| ------------------------ | ------------------------------- | ------------ | -------- | -------- | ------------------------------------------------------------------- | -------------------------- |
| Варшава                  | Мазовецьке                      | Окенце       | EPWA     | WAW      | Міжнародний Аеропорт ім. Фридерика Шопена Варшава                   | 18,860,000                 |
| Краків                   | Малопольське                    | Балиці       | EPKK     | KRK      | Міжнародний аеропорт імені Яна Павла II Краків-Балиці               | 8,410,817                  |
| Гданськ (Тримісто)       | Поморське                       | Рембехово    | EPGD     | GDN      | Міжнародний Аеропорт ім. Леха Валенси Гданськ                       | 5,376,120                  |
| Катовиці                 | Сілезьке                        | Пижовиці     | EPKT     | KTW      | Міжнародний аеропорт Катовиці-Пижовиці                              | 4,843,889                  |
| Вроцлав                  | Нижньосілезьке                  | Страховиці   | EPWR     | WRO      | Міжнародний аеропорт ім. Миколи Коперника Вроцлав                   | 3,548,089                  |
| Варшава                  | Мазовецьке                      | Модлін       | EPMO     | WMI      | Міжнародний аеропорт Варшава-Модлін                                 | 3,106,041                  |
| Познань                  | Великопольське                  | Лавиця       | EPPO     | POZ      | Міжнародний аеропорт ім. Генрика Венявского Познань                 | 2,379,635                  |
| Ряшів                    | Підкарпатське                   | Ясьонка      | EPRZ     | RZE      | Міжнародний аеропорт Ряшів-Ясенка                                   | 772,238                    |
| Щецин                    | Західнопоморське                | Голенюв      | EPSC     | SZZ      | Міжнародний аеропорт «Солідарність» Щецин-Голенюв                   | 580, 479                   |
| Бидгощ                   | Куявсько-Поморське              | Шведерово    | EPBY     | BZG      | Міжнародний аеропорт ім. Ігнація Яна Падеревського Бидгощ-Шведерово | 413,472                    |
| Люблін                   | Люблінське                      | Свідник      | EPLB     | LUZ      | Міжнародний аеропорт Люблін                                         | 356,011                    |
| Лодзь                    | Лодзинське                      | Люблінек     | EPLL     | LCJ      | Міжнародний аеропорт ім. Владислава Реймонта Лодзь                  | 241,707                    |
| Ольштин                  | Вармінсько-Мазурське воєводство | Шимани       | EPSY     | SZY      | Ольштин                                                             | 147,466                    |
| Зелена Гура              | Любуське                        | Бабімост     | EPZG     | IEG      | Зелена Гура                                                         | 33,078                     |
| Всього                   | Всього                          | Всього       | Всього   | Всього   | Всього                                                              | 49,069,042                 |

Джерело: